# Viaduc de la Concorde
Pour les articles homonymes, voir Concorde.

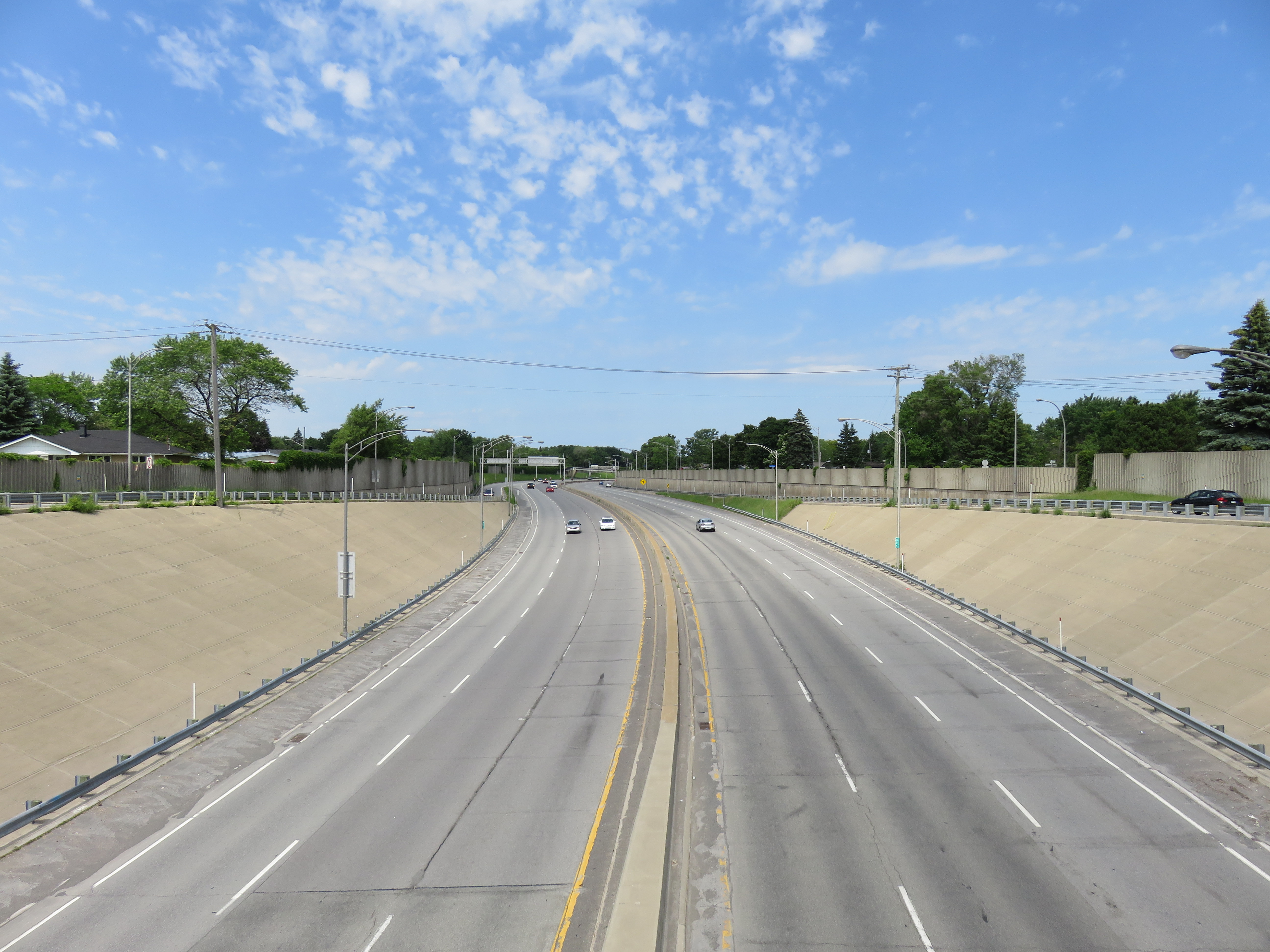
Vue vers le nord depuis le Viaduc de la Concorde

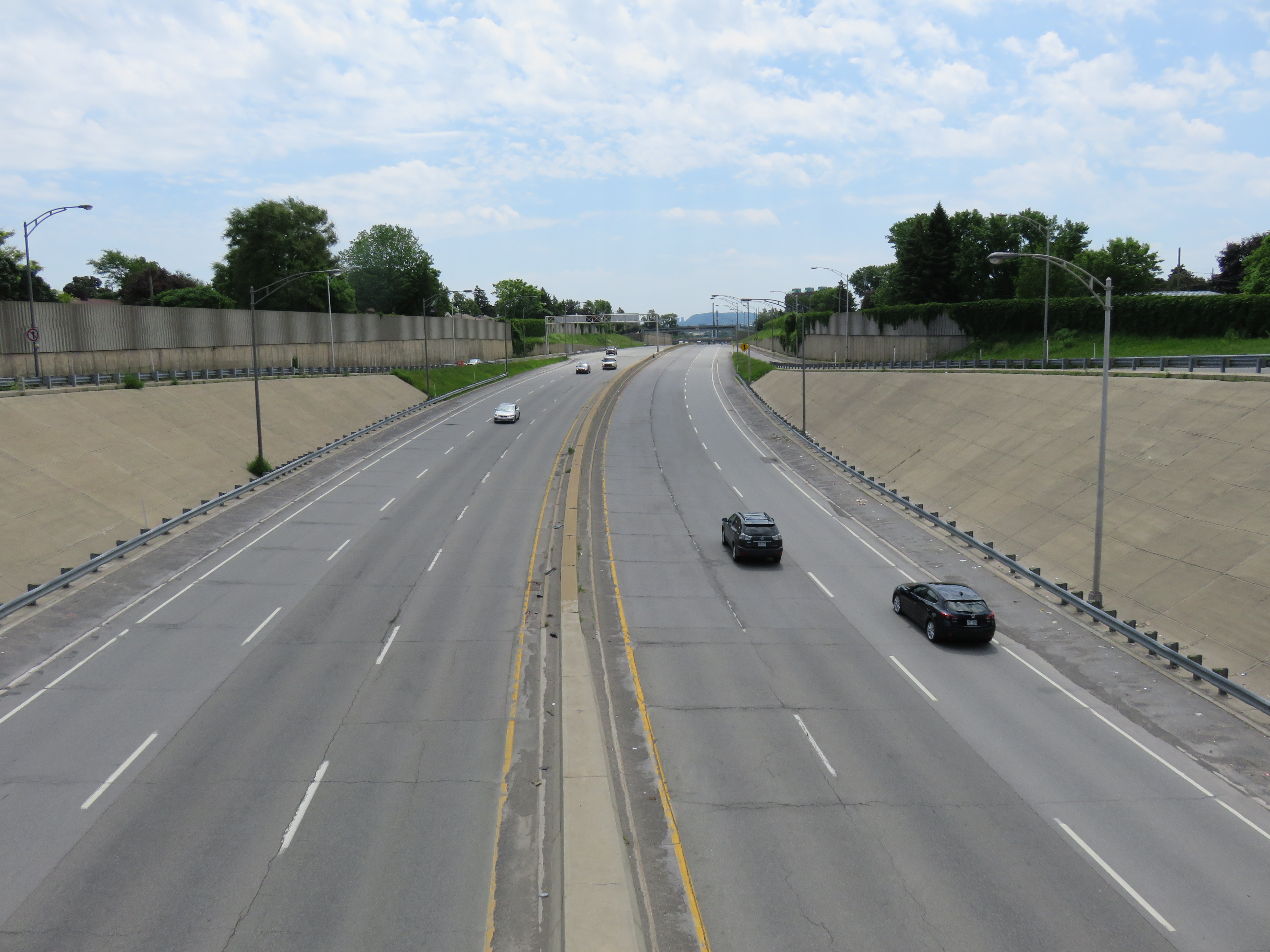
Vue vers le sud depuis le Viaduc de la Concorde

Le viaduc de la Concorde est un viaduc faisant passer le boulevard de la Concorde au-dessus de l'autoroute Papineau, à Laval, dans la banlieue de Montréal, au Québec.
Initialement construit en 1970,  il s'est effondré le 30 septembre 2006 vers 12h37, causant la mort de cinq personnes et en blessant six autres. Il fut reconstruit et rouvert en juin 2007. 

## Historique
Le viaduc de la Concorde a été construit en même temps que l'autoroute 19, à Laval, décidée dans la foulée de l'ouverture du pont Papineau-Leblanc. L'ensemble a été conçu par la firme Desjardins, Sauriol et Associés (aujourd'hui Dessau). Cette firme était également responsable de la surveillance des travaux. Quatre viaducs étaient prévus: deux au boulevard St-Martin, un au boulevard de Blois et un dernier au boulevard de la Concorde.
Inter State Paving, une petite entreprise fondée six ans auparavant par le futur sénateur Pietro Rizzuto, a assuré la construction de l'autoroute. Comme l'entreprise avait peu d'expérience dans l'érection de viaducs, elle a confié ce travail à une kyrielle de sous-traitants, dont le Laboratoires Ville-Marie, filiale de Desjardins Sauriol et Associés, Francon pour les poutres précontraintes, Coffrage Dominion pour les coffrages, Acier d’armature de Montréal (« AAM ») pour la fourniture des aciers d’armature et leur pose, Prud’Homme & Frères ltée, pour la fourniture du béton, qui sous-traite la mise en place du béton à Coffrage Dominion. AAM retient lui-même les services d’un sous-sous-traitant, spécialisé dans la pose d’aciers d’armature.
Une fois la construction terminée, l'autoroute et ses viaducs sont devenus propriété du ministère des Transports du Québec qui devait veiller à leur entretien. Âgé d'un peu plus de 36 ans, le viaduc de la Concorde avait fait l'objet d'une inspection technique complète en mars 2005, mais aucune faiblesse n'avait été décelée. On ne prévoyait aucune réfection avant cinq ans.
Le 30 septembre 2006, un côté du viaduc s'est effondré vers 12h37 écrasant deux voitures qui passaient sur l'autoroute 19, tuant sur le coup leurs cinq occupants et blessant six personnes, dont trois grièvement, qui se trouvaient dans les véhicules circulant sur le tablier au moment de l'effondrement et qui ont plongé dans le vide.
La moitié du tablier qui ne s'était pas effondrée a été démolie le 7 octobre. Le viaduc de Blois, du même type que celui de la Concorde, a été démoli le 21 octobre 2006. Les deux viaducs ont été reconstruits et rouverts en juin 2007.
Des notes de service datant de 2004 avaient été échangées entre des intervenants du ministère des Transports, recommandant de surveiller ses assises, sans toutefois préconiser de travaux immédiats. Ces documents ont été présentés par Mario Dumont lors du débat des chefs lors de la campagne électorale québécoise de 2007.  La démission du ministre Michel Després a par la suite été réclamée par Mario Dumont.  Le ministre et des représentants des ingénieurs du gouvernement ont affirmé que les dommages dont la mise sous surveillance était recommandée n'avaient rien à voir avec les raisons de l'effondrement du viaduc, ce que la Commission Johnson allait confirmer par la suite[réf. nécessaire].
Laval avait déjà connu un événement similaire quand, en juin 2000, des poutres du viaduc du Souvenir en construction sont tombées sur l'autoroute des Laurentides, faisant un mort.

## Commission Johnson
Le 3 octobre 2006, une commission d'enquête (CEVC) a été créée par le gouvernement, avec trois mandats : enquêter sur les circonstances de l'effondrement, en déterminer les causes et faire des recommandations pour éviter la répétition d'une telle tragédie. Elle était présidée par l'ancien premier ministre Pierre-Marc Johnson, assisté de deux ingénieurs de renom, Armand Couture et Roger Nicolet.
Durant l'enquête, la CEVC a déterminé que :
- la conception du viaduc, au départ, était « particulière ». Tellement, que certains éléments n'étaient pas couverts par les codes de construction de l'époque.

- l'acier d'armature d'une partie cruciale du viaduc, soutenant le lourd tablier de béton, n'a pas été installé conformément aux plans, ce qui a favorisé la formation d'un plan de rupture qui correspond à celui de l'effondrement.

- le béton utilisé dans le viaduc n'avait pas les caractéristiques suffisantes pour résister aux cycles de gel-dégel en présence de sels fondants.

La Commission, dans son rapport, blâme Desjardins Sauriol et Associés (DSA) et ses responsables de chantier pour avoir manqué à leur obligation d'assurer une surveillance complète lors de la construction. La Commission blâme également l'entrepreneur Inter State Paving (ISP) et son sous-traitant, Acier d'Armature de Montréal, pour un manque de contrôle de la qualité des travaux réalisés. La Commission blâme finalement le Ministère des Transports du Québec (MTQ) pour avoir toléré l'ambiguïté quant à l'imputabilité, pour un manque de rigueur dans la tenue des dossiers et pour ne pas avoir tenu compte du caractère particulier du viaduc dans un programme adéquat d'inspection et d'entretien.
Dans son rapport, cependant, la Commission d'enquête déclare qu'elle « est d’avis que l’effondrement du viaduc de la Concorde ne peut être attribué à une seule entité ou à une seule personne. Aucun des défauts ou des manquements identifiés n’aurait pu, seul, causer cet effondrement, qui résulte d’un enchaînement séquentiel de causes ».